# Fasces
Fasces (af latin fascis – knippe, bundt) var et myndighedstegn, der blev båret foran romerske embedsmænd af liktorer, en slags betjente. Fasces består at et knippe af stokke til at prygle med, samlet med en rød læderstrimmel, og evt. en økse, hvis hoved stak ud af knippet. Fasces symboliserede embedsmandens ret til at straffe romerske borgere, evt. på livet. Liktorerne fungerede primært som livvagt for embedsmændene. 

## Oprindelse
Fasces stammer oprindeligt fra etruskerne, men blev hurtigt adopteret af de romerske embedsmænd allerede i kongetiden. Trods symbolikken med øksen, kunne en romersk embedsmand ikke uden videre henrette en romersk borger (der kendes dog undtagelser, f.eks. da den romerske konsul Titus Manlius Torqvatus henrettede sin søn for ulydighed). Som følge af dette havde fasces inden for bygrænsen ikke en økse i knippet. En diktator måtte dog have økser i sine fasces.
Under en triumf kunne fasces være udsmykket med lauerbærblade.

## Fasces efter Rom
Efter romerrigets sammenbrud er fasces fra tid til anden blevet brugt som myndighedssymbol eller som symbol for organisationer, der så sig som efterfølgere af romerriget. 

## Mussolinis fascisme
I Italien blev fasces symbol for Mussolinis fascisme, der også tog sit navn fra fasces. På bygningsværker fra denne tid kan man stadig finde fasces afbildet.

## Fasces i dag
Fasces er ikke blevet mærket på samme måde som hagekorset og indgår i dag i forskellige myndigheders insignier. Dette er meget udbredt i f.eks. USA. De danske auditører har som symbol et par krydsede fasces.